# Kandydaci Partii Libertariańskiej w wyborach prezydenckich w Stanach Zjednoczonych
To jest pełna lista kandydatów na urząd prezydenta Stanów Zjednoczonych i wiceprezydenta Stanów Zjednoczonych, którzy startowali z ramienia Partii Libertariańskiej.
W kolumnie Zwycięstwo zostali wymienieni kandydaci kolejno na prezydenta i wiceprezydenta, którzy wygrali wybory.
| Rok  | Kandydat na prezydenta                                                 | Kandydat na prezydenta | Kandydat na prezydenta                                                                                | Kandydat na wiceprezydenta                                        | Kandydat na wiceprezydenta | Kandydat na wiceprezydenta | Wynik              | Wynik              | Wynik             | Wynik             | Wynik                                   |
| Rok  | Kandydat                                                               | Stan                   | Doświadczenie                                                                                         | Kandydat                                                          | Stan                       | Doświadczenie | Głosy bezpośrednie | Głosy bezpośrednie | Głosy elektorskie | Głosy elektorskie | Zwycięstwo                              |
| Rok  | Kandydat                                                               | Stan                   | Doświadczenie                                                                                         | Kandydat                                                          | Stan                       | Doświadczenie | Głosy              | %                  | Głosy             | %                 | Zwycięstwo                              |
| ---- | ---------------------------------------------------------------------- | ---------------------- | --- | ----------------------------------------------------------------- | -------------------------- | --- | ------------------ | ------------------ | ----------------- | ----------------- | --------------------------------------- |
| 1972 | John Hospers (ur. 9 czerwca 1918(dts), zm. 12 czerwca 2011(dts))       | Kalifornia             | brak                                                                                                  | Toni Nathan (ur. 9 lutego 1923(dts), zm. 20 marca 2014(dts))      | Oregon                     | brak | 3674               | 0,01               | 1/538             | 0,19              | · Richard Nixon / · Spiro Agnew ·       |
| 1976 | Roger MacBride (ur. 6 sierpnia 1929(dts), zm. 5 marca 1995(dts))       | Vermont                | Członek Izby Reprezentantów stanu Vermont (1963–1965)                                                 | David Bergland (ur. 4 czerwca 1935(dts), zm. 3 czerwca 2019(dts)) | Kalifornia                 | Szef Krajowego Komitetu Partii Libertariańskiej (1977–1981)                                                                                              | 172 577            | 0,21               | 0/538             | 0                 | · Jimmy Carter / · Walter Mondale ·     |
| 1980 | Ed Clark (ur. 4 maja 1930(dts))                                        | Kalifornia             | brak                                                                                                  | David Koch (ur. 3 maja 1940(dts), zm. 23 sierpnia 2019(dts))      | Kansas                     | brak | 921 128            | 1,06               | 0/538             | 0                 | · Ronald Reagan / · George H. W. Bush · |
| 1984 | David Bergland (ur. 4 czerwca 1935(dts), zm. 3 czerwca 2019(dts))      | Kalifornia             | Szef Krajowego Komitetu Partii Libertariańskiej (1963–1965)                                           | Jim Lewis (ur. 20 kwietnia 1933(dts), zm. 22 lutego 1997(dts))    | Connecticut                | brak | 228 111            | 0,25               | 0/538             | 0                 | · Ronald Reagan / · George H. W. Bush · |
| 1988 | Ron Paul (ur. 20 sierpnia 1935(dts))                                   | Teksas                 | Członek Izby Reprezentantów (1976–1977, 1979–1985)                                                    | Andre Marrou (ur. 4 grudnia 1938(dts))                            | Alaska                     | Członek Izby Reprezentantów stanu Alaska (1985–1987) | 431 750            | 0,47               | 0/538             | 0                 | · George H. W. Bush / · Dan Quayle ·    |
| 1992 | Andre Marrou (ur. 4 grudnia 1938(dts))                                 | Alaska                 | Członek Izby Reprezentantów stanu Alaska (1985–1987)                                                  | Nancy Lord (ur. 8 lutego 1952(dts), zm. 14 lutego 2022(dts))      | Nevada                     | brak | 290 087            | 0,28               | 0/538             | 0                 | · Bill Clinton / · Al Gore ·            |
| 1996 | Harry Browne (ur. 17 czerwca 1933(dts), zm. 1 marca 2006(dts))         | Tennessee              | brak                                                                                                  | Jo Jorgensen (ur. 1 maja 1957(dts))                               | Karolina Południowa        | brak | 485 759            | 0,5                | 0/538             | 0                 | · Bill Clinton / · Al Gore ·            |
| 2000 | Harry Browne (ur. 17 czerwca 1933(dts), zm. 1 marca 2006(dts))         | Tennessee              | brak                                                                                                  | Art Olivier (ur. 24 sierpnia 1957(dts))                           | Kalifornia                 | Burmistrz Bellflower w Kalifornii (1998–1999) | 384 431            | 0,36               | 0/538             | 0                 | · George W. Bush / · Dick Cheney ·      |
| 2004 | Michael Badnarik (ur. 1 sierpnia 1954(dts), zm. 11 sierpnia 2022(dts)) | Teksas                 | brak                                                                                                  | Richard Campagna (ur. 5 maja 1954(dts))                           | Iowa                       | brak | 397 265            | 0,32               | 0/538             | 0                 | · George W. Bush / · Dick Cheney ·      |
| 2008 | Bob Barr (ur. 5 listopada 1948(dts))                                   | Georgia                | Członek Izby Reprezentantów (1995–2003) Prokurator federalny północnego dystryktu Georgii (1986–1990) | Wayne Root (ur. 20 lipca 1961(dts))                               | Nevada                     | brak | 523 715            | 0,4                | 0/538             | 0                 | · Barack Obama / · Joe Biden ·          |
| 2012 | Gary Johnson (ur. 1 stycznia 1953(dts))                                | Nowy Meksyk            | Gubernator Nowego Meksyku (1995–2003)                                                                 | Jim Gray (ur. 14 lutego 1945(dts))                                | Kalifornia                 | brak | 1 275 971          | 0,99               | 0/538             | 0                 | · Barack Obama / · Joe Biden ·          |
| 2016 | Gary Johnson (ur. 1 stycznia 1953(dts))                                | Nowy Meksyk            | Gubernator Nowego Meksyku (1995–2003)                                                                 | Bill Weld (ur. 31 lipca 1945(dts))                                | Massachusetts              | Gubernator Massachusetts (1991–1997) Prokurator dystryktu Massachusetts (1981–1986) Zastępca prokuratora generalnego ds. działu kryminalnego (1986–1988) | 4 489 341          | 3,28               | 0/538             | 0                 | · Donald Trump / · Mike Pence ·         |
| 2020 | Jo Jorgensen (ur. 1 maja 1957(dts))                                    | Karolina Południowa    | brak                                                                                                  | Spike Cohen (ur. 28 czerwca 1982(dts))                            | Karolina Południowa        | brak | 1 865 535          | 1,18               | 0/538             | 0                 | · Joe Biden / · Kamala Harris ·         |
| 2024 | Chase Oliver (ur. 16 sierpnia 1985(dts))                               | Georgia                | brak                                                                                                  | Mike ter Maat (ur. 20 czerwca 1961(dts))                          | Wirginia                   | brak | 650 126            | 0,42               | 0/538             | 0                 | · Donald Trump / · J.D. Vance           |